# Hemiphaisura fortunata
Hemiphaisura fortunata är en stekelart som först beskrevs av Tosquinet 1896.  Hemiphaisura fortunata ingår i släktet Hemiphaisura och familjen brokparasitsteklar. Inga underarter finns listade i Catalogue of Life.